# Frances Akello
Frances Akello (sinh 1936) là một nông dân, nhà giáo dục và cựu chính trị gia người Uganda. Bà phục vụ trong Hội đồng Lập pháp của Uganda với tư cách là thành viên của Đảng Dân chủ từ năm 1959 đến 1961, một trong những phụ nữ châu Phi đầu tiên phục vụ trong hội đồng.
bà được giáo dục tại Trường tiểu học Magoro, Trường tiểu học Toroma và trường nữ tu Ngora. Bà đã hoàn thành khóa học giảng dạy tại Namagunga ở quận Mukono vào năm 1958 và nhận bằng tốt nghiệp từ Đại học Makerere năm 1966. Với sự giúp đỡ của học bổng, bà đã tham gia một khóa học tại Đại học Leeds về cách dạy tiếng Anh.
Akello đang làm gia sư tại Trường Cao đẳng Sư phạm St Mary khi bà được đề cử và bầu vào hội đồng lập pháp năm 1958. Bà từng là thành viên của ủy ban cờ của hội đồng, chịu trách nhiệm thiết kế một lá cờ cho đất nước độc lập. Bà quyết định không tranh cử vào Quốc hội đầu tiên của đất nước vì bà sẽ phải chạy đua với người cố vấn Cuthbert Joseph Obwangor.